# Freds- och säkerhetsrådet
Freds- och säkerhetsrådet är ett organ inom Afrikanska unionen, med säte i Addis Abeba.